# Astreopora randalli
Espèce
Statut de conservation UICN

 LC  : Préoccupation mineure
Statut CITES
Astreopora randalli est une espèce de coraux appartenant à la famille des Acroporidae.